# NGC 1808
NGC 1808 是天鸽座的一個塞弗特星系。它相对于宇宙微波背景的速度为1023 ± 4 km/s，由苏格兰天文学家詹姆士·丹露帕于1826年发现。

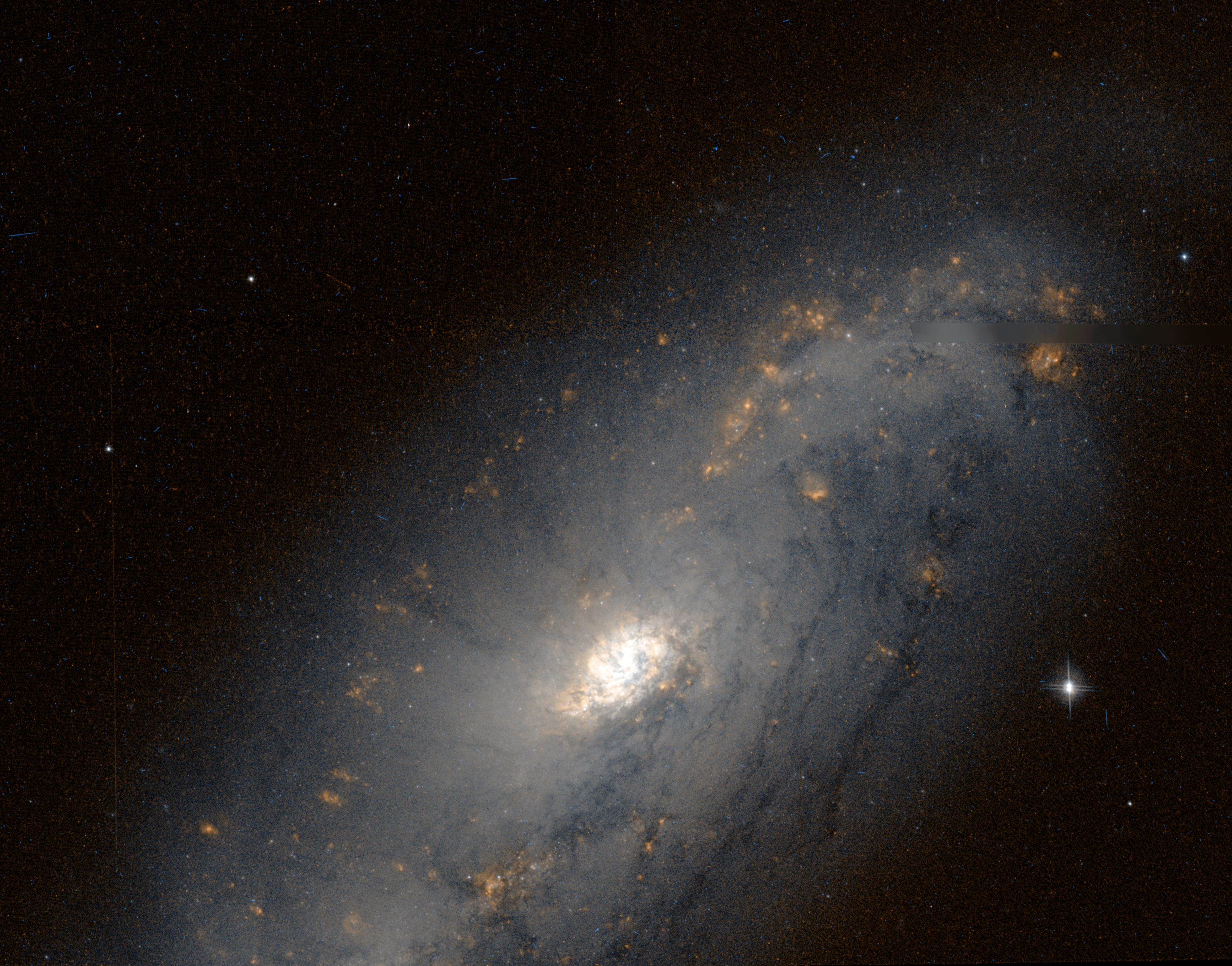
哈勃空间望远镜拍摄的NGC 1808照片